# Чонсон-ванху
Чонсон-ванху (정성왕후 서씨; 12 января 1693 - 3 апреля 1757) — чосонская королева-консорт. Первая супруга супруга Ли Гыма, короля Ёнджо, 21-го монарха Чосона и приемная мать Наследного принца Садо. Происходила из клана Тэгу Со.

## Жизнеописание
Будущая королева родилась 12 января 1693 года в Гахобане (가회방, 嘉會坊). Она была второй дочерью и четвёртым ребёнком Со Чжон Чжэ и госпожи И из клана Убон И.
В ноябре 1703 года в возрасте десяти лет она вышла замуж за восьмилетнего принца Ёнина. Как жена принца, она получила титул Принцессы-консорта Дальсон (달성군부인). Говорят, что в первую брачную ночь принц Ёнин спросил, почему руки принцессы такие красивые. Принцесса ответила, сказав, что она никогда не делала ничего, чтобы испачкать их. Это замечание встревожило принца, потому что напомнило ему о его матери, Королевской Благородной Супруге Сук.
Говорили, что с тех пор и до самой её смерти в качестве королевы принц редко посещал принцессу.
В 1720 году её муж был назначен Наследным принцем (왕세제, 王世弟). Как его жена, Дальсон получила титул Наследной принцессы-консорта (왕세제빈).
В 1724 году умер старший брат принца Ёнина, король Кёнджон. Принц Ёнин взошёл на престол 30 августа того же года как король Ёнджо, и она стала его королевой-консортом.
Говорили, что как королева она обладала щедрым характером. Королева также лелеяла и хорошо относилась к Наследному принцу Хёчжану, сыну И Чжон Бина, и к Наследному принцу Садо, сыну Ли Ён Бина, как к своим собственным сыновьям.
Королева умерла во дворце Чхандок 3 апреля 1757 года. Её смерть огорчила Наследного принца Садо, ухудшив его психическое состояние. У королевы Чонсон не было своих детей.

## Семья

### Родители
- Дядя - Со Чжон Чок (서종척, 徐宗惕)
- Отец — Со Чжон Чжэ (서종제, 徐宗悌) (1656–1719)
- Дядя - Со Чжон Шин (서종신, 徐宗愼)
- Дядя - Со Чжон Хёб (서종협, 徐宗恊)
- Дядя - Со Чжон Ир (서종일, 徐宗一)
  - 1) Дед — Со Мун-до (서문도, 徐文道) (1628 — 1700)
    - 2) Прадед — Со Хён Ри (서형리, 徐亨履) (1596 — 1667)
      - 3) Прапрадед — Со Кён Су (서경수, 徐景需)[4]
        - 4) Прапрапрадедушка - Сео Сон (서성, 徐渻) (1558 - 1631)
        - 4) Прапрапрабабушка - госпожа Сон (송씨, 宋氏); дочь Сон Рёна (송령, 宋寧)

      - 2) Прабабушка - госпожа Сон из клана Чаннён Сон (증 정경부인 창녕 성씨, 贈 貞敬夫人 昌寧 成氏) (1596 - 1668)

  - 1) Бабушка - госпожа Ким из клана Андонг Ким (증 정경부인 안동 김씨, 贈 貞敬夫人 安東 金氏) (1630 - 1709)
- Мать — Внутренняя принцесса-консорт Джамсон из клана Убон И (잠성부부인 우봉 이씨, 岑城府夫人 牛峰 李氏) (1660–1738)
  - Бабушка - госпожа Ким из клана Ыйсон Ким (의성 김씨, 義城 金氏)
  - Дедушка - Ли Сачан (이사창, 李師昌)

### Братья и сестры
- Старший брат — Со Мён Пэк (서명백, 徐命伯) (1678–1738)
  - Невестка - госпожа И из клана Ёджу И (여주 이씨, 驪州 李氏) (1676–1733)
    - Племянник — Со Док Су (서덕수, 徐德修) (1694–1722)[5]
    - Племянник — Со Ин Су (서인수, 徐仁修)
    - Племянник — Со Шин Су (서신수, 徐信修)[6]
- Старший брат — Со Мён Хю (서명휴, 徐 命 休)
  - Племянник — Со Но Су (서노수, 徐魯修)
- Старшая сестра — госпожа Со из клана Тэгу Со.
  - Шурин - И Чон Гён (이중경, 李重慶)
- Старшая сестра — госпожа Со из клана Тэгу Со.
  - Шурин - Шин Чжон Джиб (신정집, 申正集)
- Младшая сестра — госпожа Со из клана Тэгу Со.
  - Шурин — Им Го (임거, 林蘧)

## В искусстве
- Сыграла Ким Э Гён в сериале MBC 1988 года « 500 лет Чосона: Мемуары леди Хегён» .
- Сыграла Мун Йе Джи в сериале MBC 1998 года «Королевская дорога» .
- Сыграли Чон Мо-ри и Шин Гю-ри в сериале MBC 2010 года « Дон И» .
- Сыграла Пак Шин Хе в фильме 2014 года «Королевский портной».
- Сыграла Пак Мён Шин в фильме 2015 года «Трон» .
- Сыграла Ким Сон Гён в сериале MBC 2017 года «Император: Владелец маски» .
- Сыграла Чхве Су Им в сериале SBS 2019 года «Хэчи».